# Футс-Крік (Орегон)
Футс-Крік (англ. Foots Creek) — переписна місцевість (CDP) в США, в окрузі Джексон штату Орегон. Населення — 734 особи (2020).

## Географія
Футс-Крік розташований за координатами 42°23′17″ пн. ш. 123°8′27″ зх. д. / 42.38806° пн. ш. 123.14083° зх. д. (42.388135, -123.140951).  За даними Бюро перепису населення США в 2010 році переписна місцевість мала площу 15,75 км², з яких 15,72 км² — суходіл та 0,04 км² — водойми.

## Демографія
Згідно з переписом 2010 року, у переписній місцевості мешкало 799 осіб у 344 домогосподарствах у складі 243 родин. Густота населення становила 51 особа/км².  Було 372 помешкання (24/км²).
Расовий склад населення:
| - 95,0 % — білих - 1,5 % — корінних американців - 0,4 % — азіатів |

До двох чи більше рас належало 3,0 %. Частка іспаномовних становила 2,1 % від усіх жителів.
За віковим діапазоном населення розподілялося таким чином: 13,0 % — особи молодші 18 років, 61,3 % — особи у віці 18—64 років, 25,7 % — особи у віці 65 років та старші. Медіана віку мешканця становила 53,7 року. На 100 осіб жіночої статі у переписній місцевості припадало 101,3 чоловіків;  на 100 жінок у віці від 18 років та старших — 100,9 чоловіків також старших 18 років.
Середній дохід на одне домашнє господарство  становив 57 836 доларів США (медіана — 55 329), а середній дохід на одну сім'ю — 63 638 доларів (медіана — 59 643). За межею бідності перебувало 8,8 % осіб, у тому числі 0,0 % дітей у віці до 18 років та 12,7 % осіб у віці 65 років та старших.
Цивільне працевлаштоване населення становило 240 осіб. Основні галузі зайнятості: роздрібна торгівля — 19,2 %, освіта, охорона здоров'я та соціальна допомога — 15,4 %, транспорт — 10,8 %, мистецтво, розваги та відпочинок — 10,4 %.